# Senbus Industries

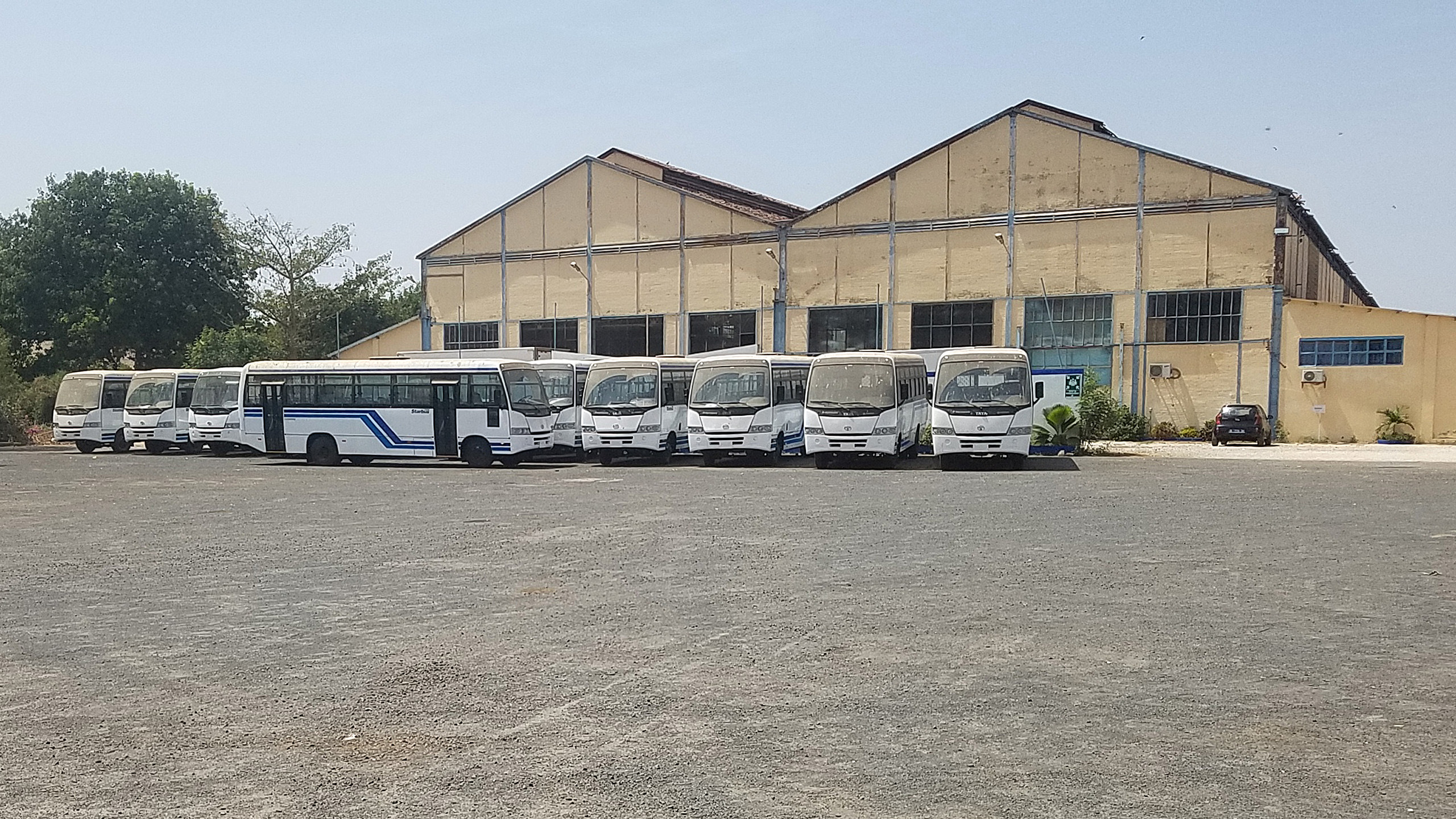
L'usine de Thiès.

Senbus Industries est une entreprise sénégalaise d'assemblage de véhicules (minibus, bus, autocars, camions, tracteurs) créée en 2001 à Thiès par Abdoulaye Wade.

## Historique
En 2003, le président Abdoulaye Wade inaugure la première usine de montage de bus du pays, en compagnie de ses homologues, les présidents el Béchir (Soudan), Ould Taya (Mauritanie), Compaoré (Burkina Faso) et Pires (Cap Vert). Cette ouverture aux pays voisins signifie que le chef d'État sénégalais souhaite que l'entreprise soit destinée à toute la CEDEAO.
Fruit de la coopération indo-sénégalaise avec le support technique du groupe indien Tata, Senbus précise alors son objectif de fournir d'abord 600 bus par an, soit 50 par mois, pour un chiffre d’affaires de 15 milliards de francs CFA. Une centaine d’employés sont recrutés et la direction compte assurer 200 emplois permanents pour l’usine et 500 pour les PME sous-traitantes.
En 2013, l'entreprise connaît cependant des difficultés et reste à l'arrêt pendant plusieurs mois.
En 2014, elle reprend ses activités avec l'appui de la société d’investissement mauricienne Afig, qui entre au capital à hauteur de 25 %.
Un bilan réalisé en 2016, à la célébration des 15 ans de la société, établit que la convention liant l'État du Sénégal à Senbus a permis de renouveler 1 857 véhicules pour un montant global de 41 milliards de francs CFA.
En 2023, grâce à un prêt obtenu auprès de la BNDE, l'Association des Professionnels de Transport Urbain (AFTU) de Dakar achète 200 minibus à Senbus.

## Production

Chaîne de montage (2020).
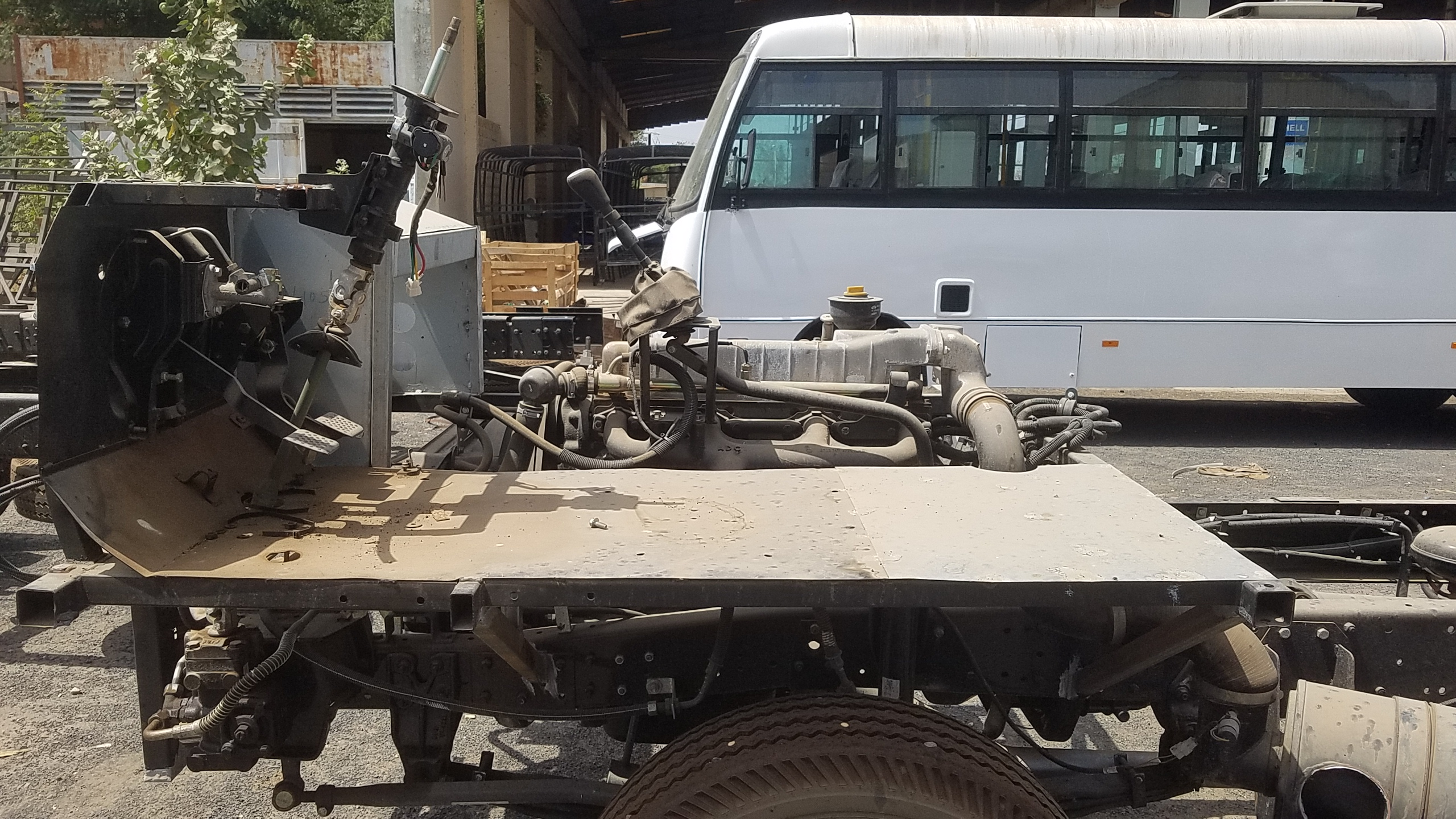
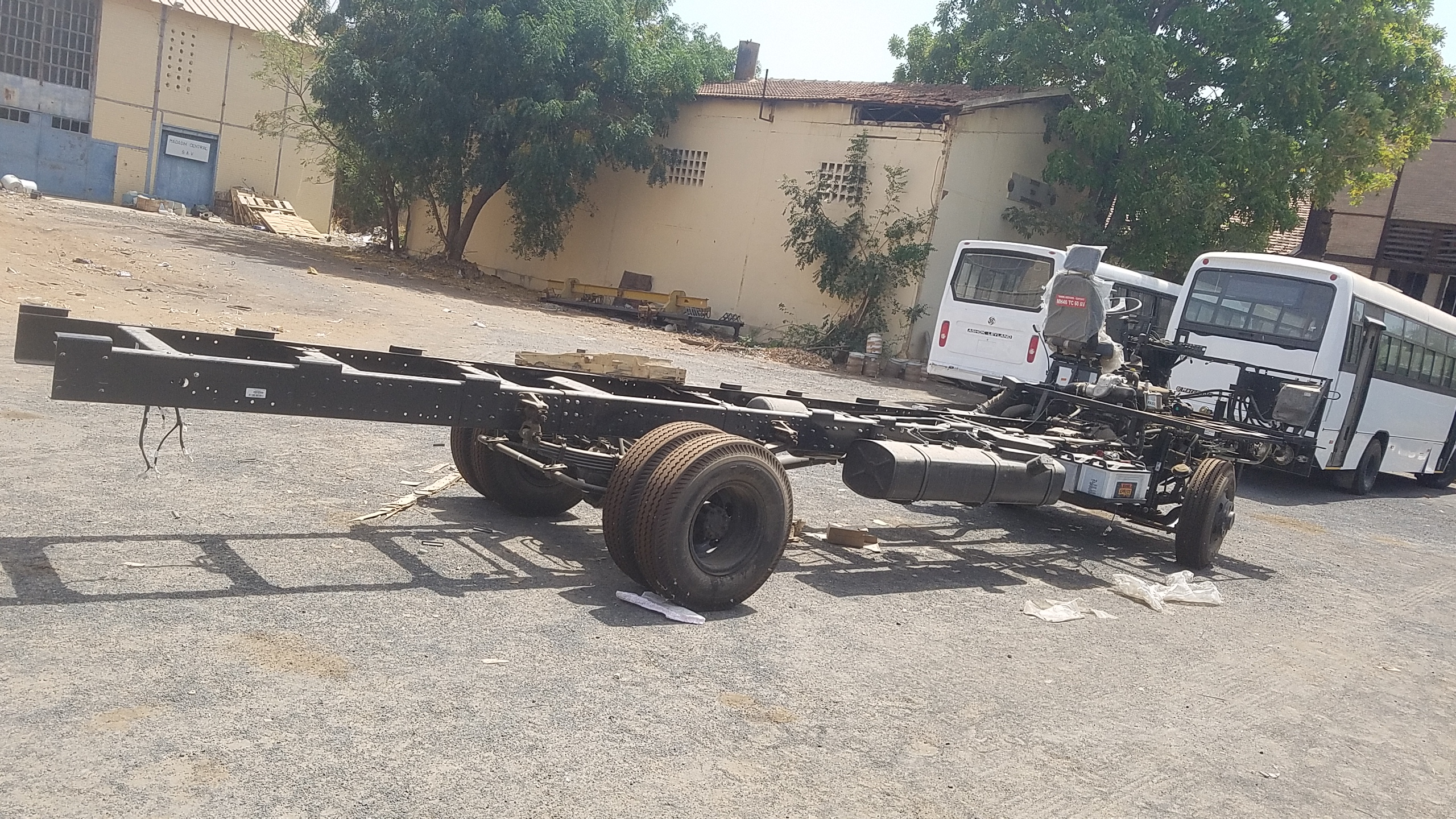
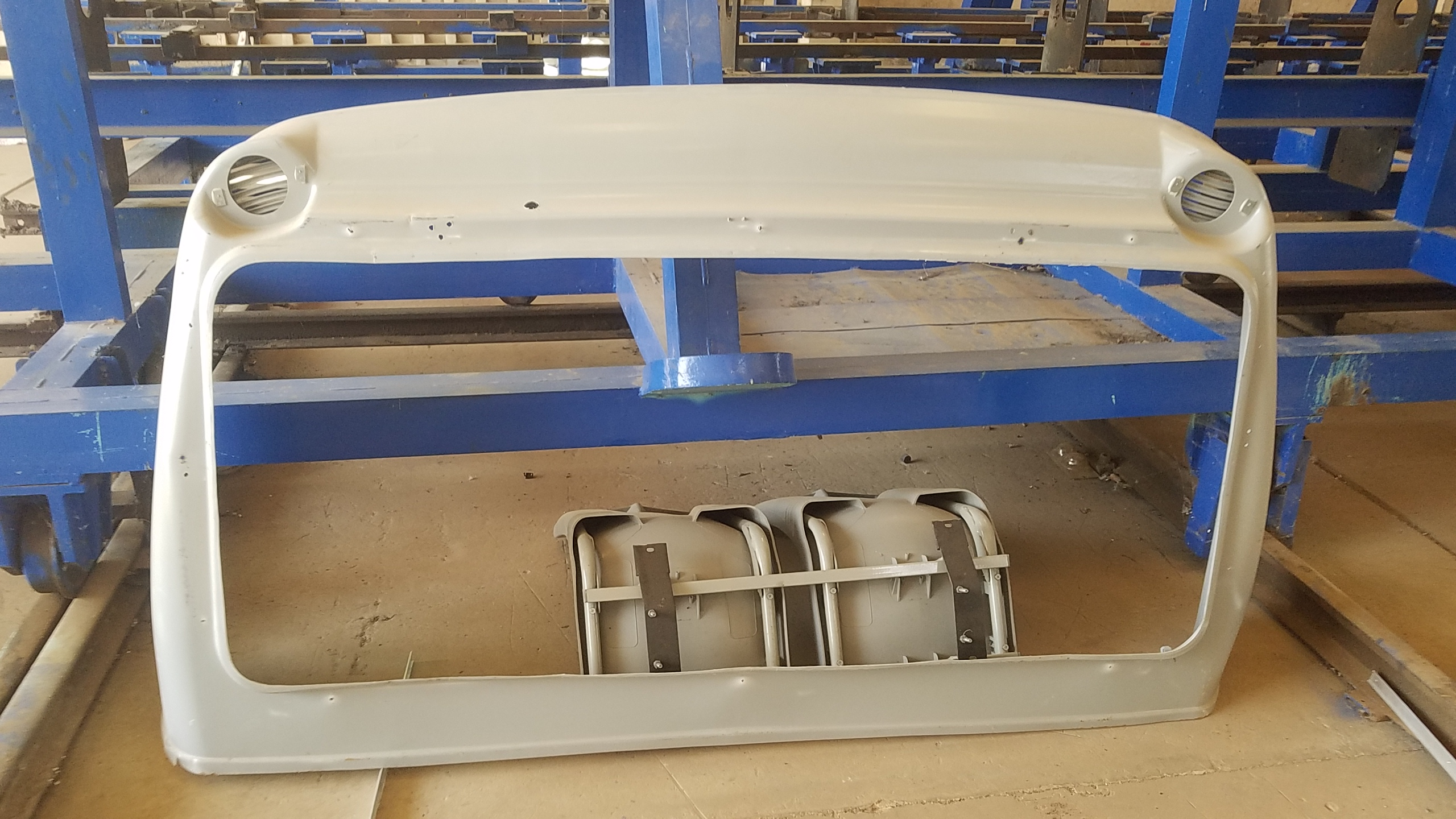
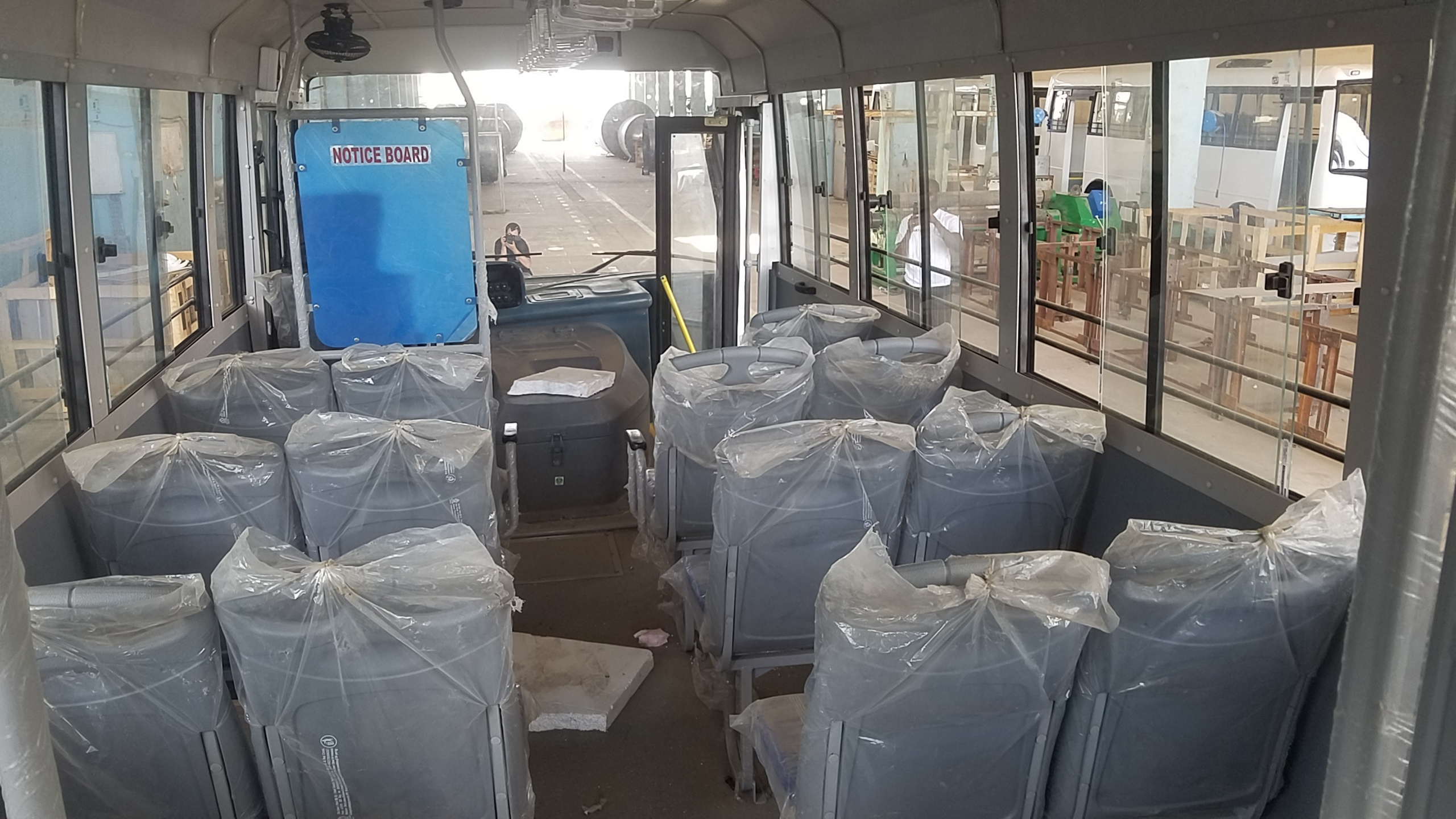
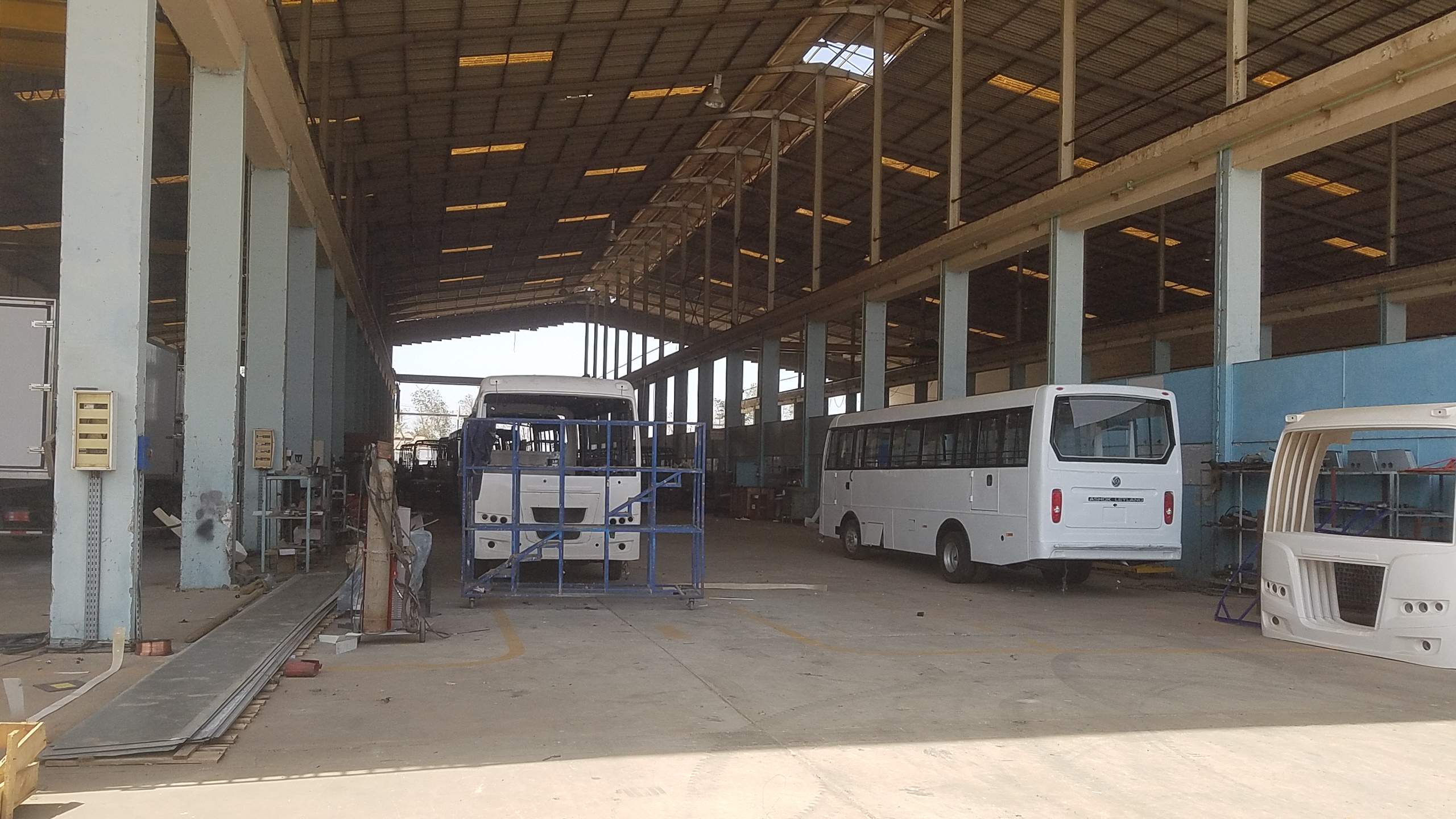